# مناوي باشا
المنّاوي أو مناوي باشا أو حي القاهرة هي منطقة عريقة مشهورة مُطلّة على الصوب الغربي مِن شط العرب في شرق مدينة البصرة بجنوب العراق، وهي منطقة سياحية. قال عماد عبد السلام رؤوف "المنّاوي محلّة في البصرة الحديثة (العشّار)، على شاط العرب، كانت تُسمى (مُهنّاوي) نسبة إلى (بعض زعمائها ثم خُفّف اسمها إلى (مناوي) وكانت مقر أمير البحرية العثمانية فعرفت باسم (مناوي الباشا).